# Torre de Can Pujades
La Torre de Can Pujades és un edifici de Teià (Maresme) inclòs a l'Inventari del Patrimoni Arquitectònic de Catalunya.

## Descripció
La masia de Can Pujades, documentada al segle xvi com a mas Noguera de la Torre, està situada al sud-est del terme municipal. El conjunt actual és fruit de diversos moments constructius que amplien i modifiquen un nucli inicial, de possible cronologia baix-medieval. A la zona nord del conjunt hi ha una torre de planta circular, que juntament amb un cos d'edifici definirien aquest primer moment constructiu. La torre es conserva en tota la seva alçada, amb reparacions i modificacions posteriors a la seva construcció inicial, de les quals destaca la restauració duta a terme als anys 60 del segle XX on es va coronar amb els merlets que es veuen actualment. Consta de 3 pisos, te diverses finestres gòtiques, i una espitllera a la planta baixa. Les diferents ampliacions del conjunt han suposat que la torre quedi integrada al seu interior, ja que les noves edificacions se li han anat lliurant. Les restes corresponents a l'evolució i ús de la torre se situen al subsòl.

## Història
La documentació indica que l'any 1505 era propietat de Pere Noguera, batlle del poble, i el 1553 apareix citada a la documentació com mas Noguera de la Torre.
Durant la guerra de successió, l'any 1714 les tropes borbòniques la van cremar, i apareix citada com a can Pujades, propietat de Manuel de Sentmenat.
Deixa de pèrtànyer a aquesta família quan Francesc Xavier de Sentmenat ven la propietat en 1838, i després de passar per diversos propietaris, actualment pertany i és la seu del Real Club de Tennis Barcelona-Teià.